# Pidhorodna
Pidhorodna (în ucraineană Підгородна) este o așezare de tip urban din raionul Pervomaisk, regiunea Mîkolaiiv, Ucraina. În afara localității principale, mai cuprinde și satul Verbova Balka.

## Demografie
Componența lingvistică a așezării de tip urban Pidhorodna
     Ucraineană (83,14%)
     Rusă (11,86%)
     Alte limbi (0,7%)
Conform recensământului din 2001, majoritatea populației așezării de tip urban Pidhorodna era vorbitoare de ucraineană (83,14%), existând în minoritate și vorbitori de rusă (11,86%).